# ヌプツェ
ヌプツェ（Nuptse）は、ヒマラヤ山脈のエベレストの西南に連なる山。主峰のヌプツェI（標高7,861m）の他に、ヌプツェII（標高7,827m）や、ヌプツェ・シャールI峰（標高7,804m）など、7つの峰が東西に連なる。ヌプツェはチベット語で「ヌプ＝西、ツェ＝峰」の意で、エベレストの西峰であることを意味する。ローツェから西へのびる尾根上約5kmの位置にある。

## 登頂史
- ヌプツェの初登頂（主峰のヌプツェI）は、1961年5月16日にイギリスの遠征隊によってなされ、デニス・デイビスとシェルパのタシが登頂に成功した。

- 2017年4月30日、エベレスト西稜からローツェへの縦走を計画していたウーリー・ステックが、高所順応期間にヌプツェを登っている途中、滑落して約1000メートル落下し死去した[1]。